# Marie-Paule Okri
Marie-Paule Djegue Okri (* vor 2000) ist eine ivorische Agrarökologin und Aktivistin für Frauenrechte. Sie wurde 2024 mit dem Simone-de-Beauvoir-Preis ausgezeichnet.

## Biographie
Marie-Paule Okri studierte zunächst an der Academie Internationale des Sciences et Techniques in Abidjan Tropische Landwirtschaft mit Schwerpunkt Pflanzenanbau und absolvierte von 2022 bis 2024 am Institut privé d’agriculture tropicale ein Agraringenieurstudium, das sie mit dem Diplom abschloss.
Seit 2020 arbeitet sie bei der von ihr mitbegründeten Ligue ivoirienne des droits des femmes als Beauftragte für soziale Interventionen. Schwerpunkt ist der Kampf für die wirtschaftliche und finanzielle Unabhängigkeit von Frauen in ländlichen Gebieten. Sie ermutigt Frauen, einkommensschaffende Aktivitäten aufzunehmen, insbesondere im Agrarsektor. Sie führte landwirtschaftliche Schulungen für arbeitslose Mütter und Analphabeten ein und entwickelte diese weiter. Mit dem Geld aus dem Verkauf von Gemüse können die Frauen die Kosten für den Schulbesuch ihrer Kinder tragen.
„Die Wirtschaft der Elfenbeinküste ist stark durch den Kakaoanbau geprägt, die 45 % zur weltweiten Produktion beiträgt. Sie macht 30 % des nationalen BIP aus und sichert den Lebensunterhalt eines Viertels der Bevölkerung. Obwohl Frauen über 60 % der Arbeitskräfte stellen, verdienen sie nur 21 % des Einkommens aus dem Kakaoanbau und besitzen nur 25 % der Betriebe. 75 % der Frauen in ländlichen Gebieten leben unterhalb der Armutsgrenze“.
Von Mai 2019 bis März 2022 war Okri Präsidentin der ivorischen NGO Weforher. Diese kümmert sich schwerpunktmäßig um die Förderung von Mädchen vom Kleinkind- bis Jugendlichenalter. Von Oktober 2019 bis Juni 2023 leitete sie als Selbständige zudem das Comptoir du terroir Ivoire [Handelsplatz Elfenbeinküste].

## Positionen
Marie-Paule Djegue Okri bezeichnet sich selbst als Afro-Feministin mit einer Perspektive, die die Besonderheiten und Kämpfe anerkennt, die afrikanischen Frauen eigen sind. Sie lehnt es ab, den Feminismus als universellen Kampf zu betrachten, sondern vielmehr als einen kontextualisierten Kampf, der die lokalen Gegebenheiten und Traditionen berücksichtigt.
In Côte d'Ivoire haben Frauen immer noch mit der patriarchalen Gesellschaft zu kämpfen, also mit sexistischer und sexueller Gewalt, mit der Nichtrepräsentanz von Frauen in der Politik, in der Wirtschaft und im Recht.
Das zentrale Problem ist der Zugang zu Bildung. In ländlichen Gebieten ist die Perspektive für Mädchen noch sehr präsent, durch eine Heirat versorgt zu sein. 48 % der Frauen in der Elfenbeinküste sind heute noch Analphabeten.
Sexuelle Gewalt ist weit verbreitet, viele Frauen zögern aber, Anzeige zu erstatten. Missbrauchsopfern wird oft eine Mitverantwortung zugeschrieben.
Vergewaltigte Frauen werden stark stigmatisiert, Traditionen wie die Familienehre und Tabus zählen oft mehr als die körperliche und geistige Gesundheit der betroffenen Frauen.
Okri ist davon überzeugt, dass das Schicksal der Frau durch die Jahrhunderte hindurch mit dem Privateigentum verknüpft ist und eine Veränderung ihrer ökonomischen Situation wie auch der rechtlichen Einbettung beispielsweise im Erbrecht für die persönliche und gesellschaftliche Freiheit von Frauen wesentlich ist.

## Auszeichnungen
- 2024 Prix Simone de Beauvoir pour la liberté des femmes[2][6]